# Flyverfjord
Flyverfjord är en fjord i Grönland (Kungariket Danmark). Den ligger i den centrala delen av Grönland, 1 300 km nordost om huvudstaden Nuuk.